# رشید حمدانی
رشید حمدانی (عربی: رشيد حمداني؛ زادهٔ ۸ آوریل ۱۹۸۵) بازیکن فوتبال اهل مراکش است که در پست هافبک بازی می‌کرد.
از باشگاه‌هایی که در آن بازی کرده‌است می‌توان به باشگاه فوتبال آستراس تریپولی، باشگاه فوتبال نانسی، و باشگاه فوتبال آپولون لیماسول اشاره کرد.
وی همچنین در تیم ملی فوتبال مراکش بازی کرده‌است.